# Ibykos
Ibykos (altgriechisch Ἴβυκος Íbykos, latinisiert Ibycus, deutsch auch Ibykus) war ein antiker griechischer Lyriker aus Rhegion in Kalabrien. Er lebte um die Mitte des 6. Jahrhunderts v. Chr. und wurde später zum Kanon der neun Lyriker gezählt.

## Leben und Werk
Ibykos führte ein Wanderleben und hielt sich längere Zeit auch auf Samos am Hof des Polykrates auf.
Einer Grabschrift zufolge starb er in seiner Vaterstadt; nach einer anderen Überlieferung soll er jedoch auf der Fahrt zu den Isthmischen Spielen von Räubern ermordet, die Entdeckung der Übeltäter aber durch Kraniche herbeigeführt worden sein. Den Stoff verarbeitete Friedrich Schiller in seiner Ballade Die Kraniche des Ibykus von 1797.
Ibykos’ Hauptruhm gründete sich auf seine erotischen Lieder. Das problematische Verhältnis zu dem Tyrannen Polykrates auf Samos ist bis heute nicht endgültig geklärt. Das Thema fügt sich in den weiteren Kontext der Frage, wie man sich im 6. Jahrhundert v. Chr. als Dichter zu seinem Mäzen zu verhalten hatte.

## Ausgaben
- Malcolm Davies (Hrsg.): Poetarum Melicorum Graecorum Fragmenta, Band 1: Alcman, Stesichorus, Ibycus. Oxford University Press, Oxford 1991, ISBN 978-0-19-814046-7
- Denys Lionel Page: Poetae Melici Graeci. Clarendon Press, Oxford 1975.